# Пивара Бечеј
Пивара у Бечеју једна је од најстаријих у Србији. Основао ју је један Немац 1754. године близу старог тока реке Тисе. Радила је све до 2007. године када је отишла у стечај.

## Историјат
Када је основана, пивара није располагала савременим машинама, па се посао већим делом обављао ручно. Како је производња пива из године у годину била све већа, набављена је опрема из Немачке и Чешке. Поред тога, пивара се опремила бачварским и браварским радионицама. У фабрици се 1802. године запослио младић по имену Нандор Гербер. Пошто је био добар радник кога је власник ценио, дозволио му је да се ожени његовом ћерком 1804. године, а две године касније му је препустио управљање фабриком. Она ће бити у власништву породице Гербер четири генерације од 1806. до 1933. године. Последњи власник је лошим пословањем довео пивару до пропасти, па је Загребачка банка због неисплаћених обавеза присвојила банку.
Пивара је поново почела да ради када је акционарско друштво „Лабор” откупило акције. Производња је почела 10. јануара 1941. године. За време Другог светског рата фабриком ће управљати мађарско акционарско друштво „Меркур”. После рата и национализације, промениће име у „Партизанка” 1947. године. Пивара ће 1957. године постати део пољопривредног комбината ПИК Бечеј и радиће све до 2007. године када одлази у стечај.